# Cartelame

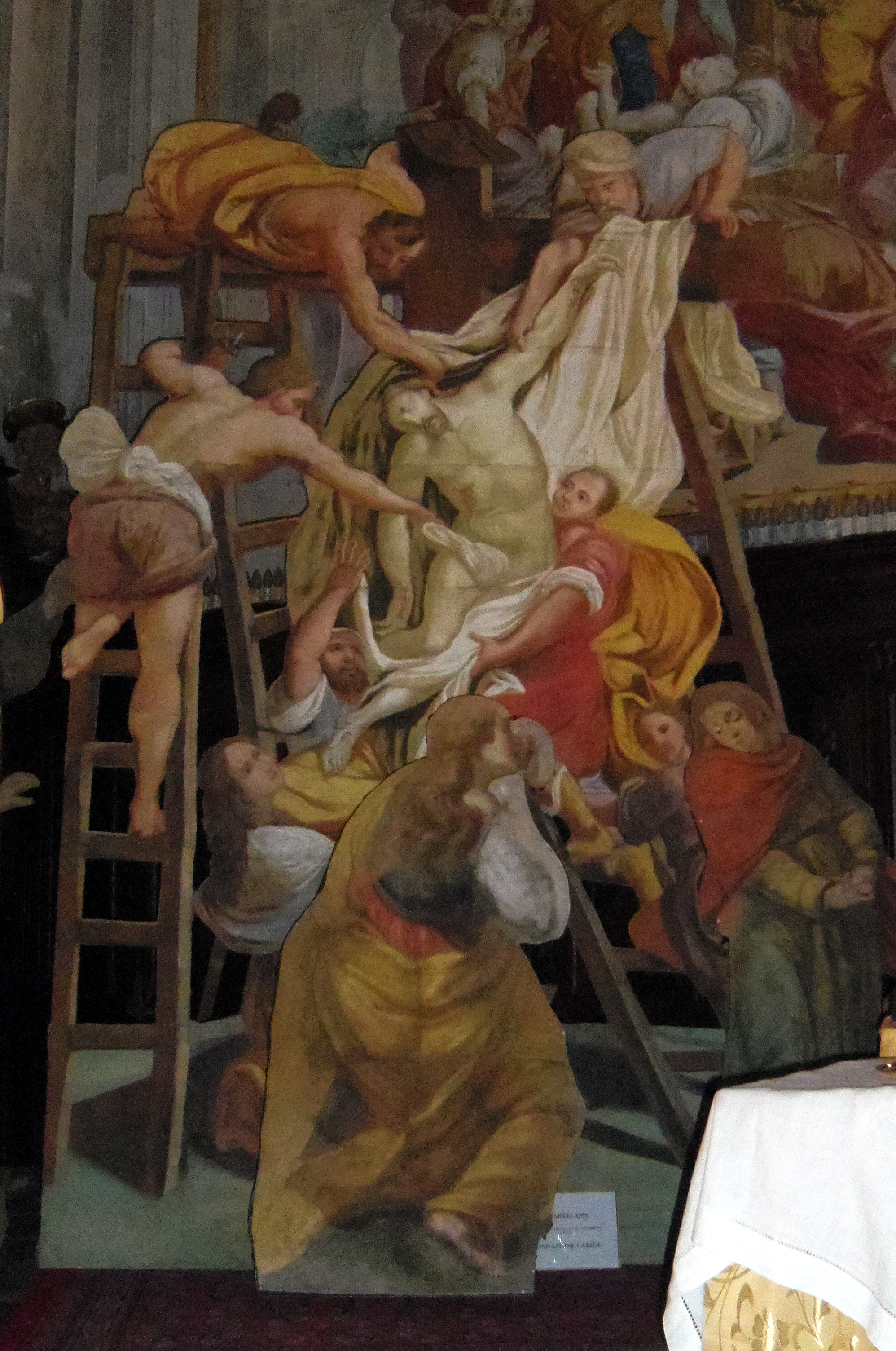
Cartelame (recto) après restauration, représentant une Descente de croix, réalisé par Tommaso Carrega à la fin du XVIIIe siècle, oratoire San Pietro, à Porto Maurizio.

Le cartelame (au pluriel, cartelami) est un décor scénographique éphémère à usage dévotionnel, aménagé dans les églises et oratoires confraternels lors des célébrations de la Semaine sainte.

## Description
Il s'agit de silhouettes découpées principalement dans du carton  (parfois du bois, de la tôle ou de toile) et peintes à tempera ou à l'huile sur un côté et assemblées pour représenter des scènes à caractère sacré avec des personnages et des structures architecturales dessinés grandeur nature et souvent renforcés par une toile ou un châssis de bois, au verso.

## Usage
L'usage des cartelami est attesté à partir du XVIIIe siècle et se prolonge tout le XIXe siècle
en Ligurie (dans la Ligurie du Ponent, ils sont utilisés dès le XVIIe siècle), en Corse septentrionale (où ils sont nommés aussi sepolcri), au Piémont méridional et sur tout l'arc des Alpes-Maritimes. En Corse, il continuèrent à être produits jusqu'à la moitié du XXe siècle. Ils pouvaient être construits aussi à l'occasion d'événements exceptionnels, comme la cérémonie de béatification de sainte Catherine de Gênes.

## Projet
Dans le cadre du 
projet accessit (it), il a été réalisé une opération de restauration conservative sur un réseau d'oratoires présent dans les quatre régions tyrrhéniques Ligurie, Toscane, Sardaigne et Corse, et qui a permis, en décembre 2012, l'élaboration et la publication du guide Il teatro dei cartelami.

## Exposition
Durant l'été 2013, le palazzo ducale de Gênes accueille la première exposition de cartelami. Intitulée  Il gran teatro dei cartelami. Scenografie tra mistero e meraviglia, l'exposition présente plus de cent pièces de grandes dimensions trouvées entre les Pyrénées et la Toscane.